# East Orange
East Orange är en stad (city) i New Jersey i USA, som ligger cirka 12 kiometer från Newark Liberty International Airport, väster om New York. I East Orange låg Upsala College. Invånarantalet år 2000 var 69 824.